# Regierung Willoch

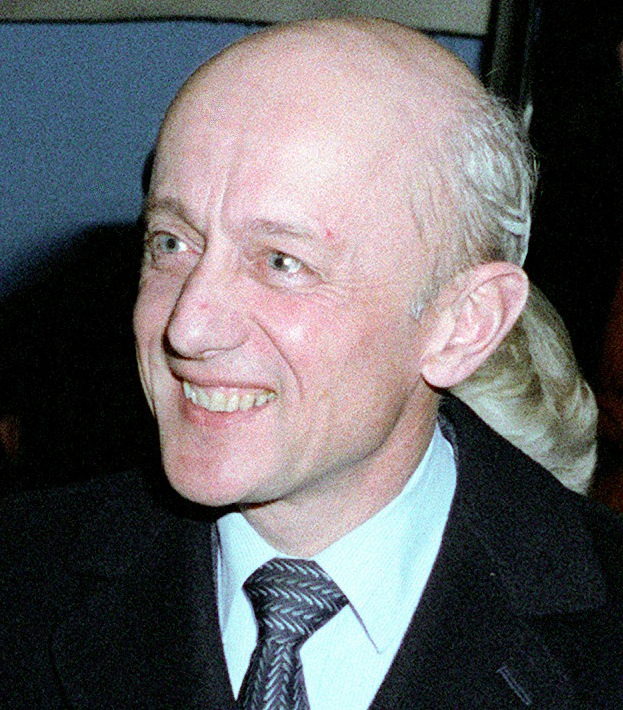
Kåre Willoch (1983)

Die Regierung Willoch bildete vom 14. Oktober 1981 bis zum 9. Mai 1986 die Regierung des Königreiches Norwegen und wurde von Ministerpräsident Kåre Willoch geführt. Es handelte sich um eine Minderheitsregierung, die zunächst von der konservativen Partei Høyre (H) allein gebildet wurde; damit war sie seit 1895 die erste und bis heute auch letzte rein konservativ besetzte Regierung. Sie löste die Regierung Brundtland I ab.
Nachdem die Christliche Volkspartei (Kristelig Folkeparti, KrF) ihre Position aufgegeben hatte, eine Verschärfung des Abtreibungsgesetzes zur Voraussetzung für eine Regierungsbeteiligung zu machen, trat sie gemeinsam mit der Zentrumspartei (Senterpartiet, Sp) in die Regierung ein. Daher erfolgte am 8. Juni 1983 eine größere Kabinettsumbildung.

## 14. Oktober 1981 bis 8. Juni 1983
| Ressort                                                                                         | Minister                  | Partei |
| ----------------------------------------------------------------------------------------------- | ------------------------- | ------ |
| Ministerpräsident                                                                               | Kåre Willoch              | H      |
| Außenminister                                                                                   | Svenn Stray               | H      |
| Kirche und Unterricht                                                                           | Tore Austad               | H      |
| Kirche und Unterricht (Bereich Kultur) bis 1. Jan. 1982 Kultur und Wissenschaft ab 1. Jan. 1982 | Lars Roar Langslet        | H      |
| Finanzen                                                                                        | Rolf Presthus             | H      |
| Verteidigung                                                                                    | Anders Christian Sjaastad | H      |
| Justiz und Polizei                                                                              | Mona Scobie Røkke         | H      |
| Öl und Energie                                                                                  | Vidkunn Hveding           | H      |
| Landwirtschaft                                                                                  | Johan Christen Løken      | H      |
| Fischerei                                                                                       | Thor Listau               | H      |
| Umweltschutz                                                                                    | Wenche Frogn Sellæg       | H      |
| Verbraucher und Verwaltung                                                                      | Astrid Gjertsen           | H      |
| Soziales                                                                                        | Leif Arne Heløe           | H      |
| Industrie                                                                                       | Jens-Halvard Bratz        | H      |
| Kommunen und Arbeit                                                                             | Arne Rettedal             | H      |
| Handel und Schifffahrt                                                                          | Arne Skauge               | H      |
| Verkehr und Kommunikation                                                                       | Inger Koppernæs           | H      |

## 8. Juni 1983 bis 9. Mai 1986
| Ressort                                                          | Minister                  | Partei | Amtszeit                               |
| ---------------------------------------------------------------- | ------------------------- | ------ | -------------------------------------- |
| Ministerpräsident                                                | Kåre Willoch              | H      |                                        |
| Außenminister                                                    | Svenn Stray               | H      |                                        |
| Kirche und Unterricht                                            | Kjell Magne Bondevik      | KrF    |                                        |
| Kultur und Wissenschaft                                          | Lars Roar Langslet        | H      |                                        |
| Finanzen                                                         | Rolf Presthus             | H      | bis 25. April 1986                     |
| Finanzen                                                         | Arne Skauge               | H      | ab 25. April 1986                      |
| Verteidigung                                                     | Anders Christian Sjaastad | H      | bis 25. April 1986                     |
| Verteidigung                                                     | Rolf Presthus             | H      | ab 25. April 1986                      |
| Justiz und Polizei                                               | Mona Scobie Røkke         | H      | bis 4. Oktober 1985                    |
| Justiz und Polizei                                               | Wenche Frogn Sellæg       | H      | ab 4. Oktober 1985                     |
| Öl und Energie                                                   | Kåre Kristiansen          | KrF    |                                        |
| Landwirtschaft                                                   | Finn T. Isaksen           | Sp     | bis 4. Oktober 1985                    |
| Landwirtschaft                                                   | Svein Sundsbø             | Sp     | ab 4. Oktober 1985                     |
| Fischerei                                                        | Thor Listau               | H      | bis 4. Oktober 1985                    |
| Fischerei                                                        | Eivind Kristofer Reiten   | Sp     | ab 4. Oktober 1985                     |
| Umweltschutz                                                     | Rakel Surlien             | Sp     |                                        |
| Verbraucher und Verwaltung                                       | Astrid Gjertsen           | H      | bis 18. April 1986                     |
| Verbraucher und Verwaltung                                       | Astrid Nøklebye Heiberg   | H      | ab 18. April 1986                      |
| Soziales                                                         | Leif Arne Heløe           | H      |                                        |
| Industrie                                                        | Jens-Halvard Bratz        | H      | bis 16. September 1983                 |
| Industrie                                                        | Jan P. Syse               | H      | 16. September 1983 bis 4. Oktober 1985 |
| Industrie                                                        | Petter Thomassen          | H      | ab 4. Oktober 1985                     |
| Kommunen und Arbeit                                              | Arne Rettedal             | H      |                                        |
| Handel und Schifffahrt                                           | Asbjørn Haugstvedt        | KrF    |                                        |
| Verkehr und Kommunikation                                        | Johan J. Jakobsen         | Sp     |                                        |
| Entwicklungshilfe bis 31. Dezember 1983 ohne eigenes Ministerium | Reidun Brusletten         | KrF    | ab 17. Juni 1983                       |